# 小平蘂山
小平蘂山（おびらしべやま）は、北海道の留萌郡小平町と雨竜郡幌加内町の2町にまたがる標高877.7mの山である。山頂には三等三角点「小平蘂」が設置されている。

## 概要
天塩山地南部にある主稜線上の山、北東方向にある標高931mの無名峰からは南東に支稜線が伸びており、小平蘂山よりも高い三頭山が聳えているため、東側からは小平蘂山を望むことは難しい。
山名である「小平蘂」は小平蘂川を指し、アイヌ語の「オ・ピラ・ウシ・ペッ（川口・崖・ある・川）」が語源であるとされ、河口の北岸が崖であることからついた。
登山道は存在しないため残雪期に登られる。